# Veenstruisriet
Veenstruisriet (Calamagrostis villosa) is een vaste plant die behoort tot de grassenfamilie (Poaceae). De plant komt van nature voor in Midden- en Zuid-Europa. Het aantal chromosomen is 2n = 70.
De zodevormende plant wordt 60-150 cm hoog, vormt korte wortelstokken en heeft rechtopstaande stengels. De behaarde, slappe bladeren zijn donkergroen, ruw en 3-8 mm breed. Het tongetje bestaat uit een 2-5 mm lang, gescheurd vliesje met haren.
Veenstruisriet bloeit in juli en augustus met een sterk vertakte, 8-30 cm lange en 3-6 vm brede, knikkende pluim. De afstaande zijtakken zijn dun. De 4-6 mm lange aartjes zijn enkelbloemig, meestal paars en 4,5-6 mm lang. De lancetvormige, 4-6 mm lange kelkkafjes zijn even lang, breed gewelfd en fijn toegespitst. De haren aan de basis van de kroonkafjes zijn ongeveer evenlang als de kroonkafjes. Het onderste kroonkafje is vliezig en heeft vijf nerven. De 1-2 mm lange kafnaald ontspringt uit het midden van het onderste kroonkafje. De bloem heeft twee zwellichaampjes, twee stempels en drie meeldraden.
De vrucht is een graanvrucht.

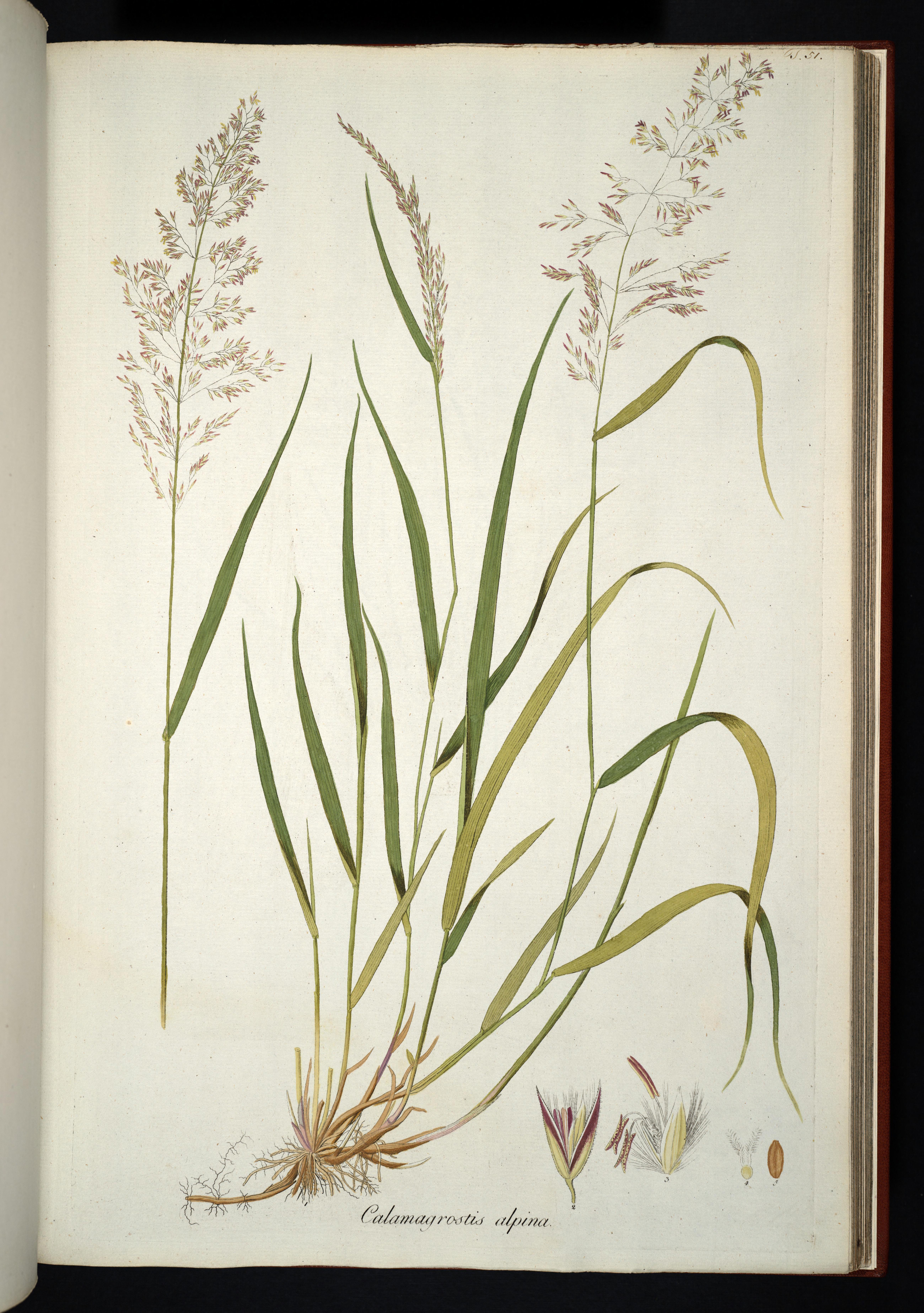
Illustratie
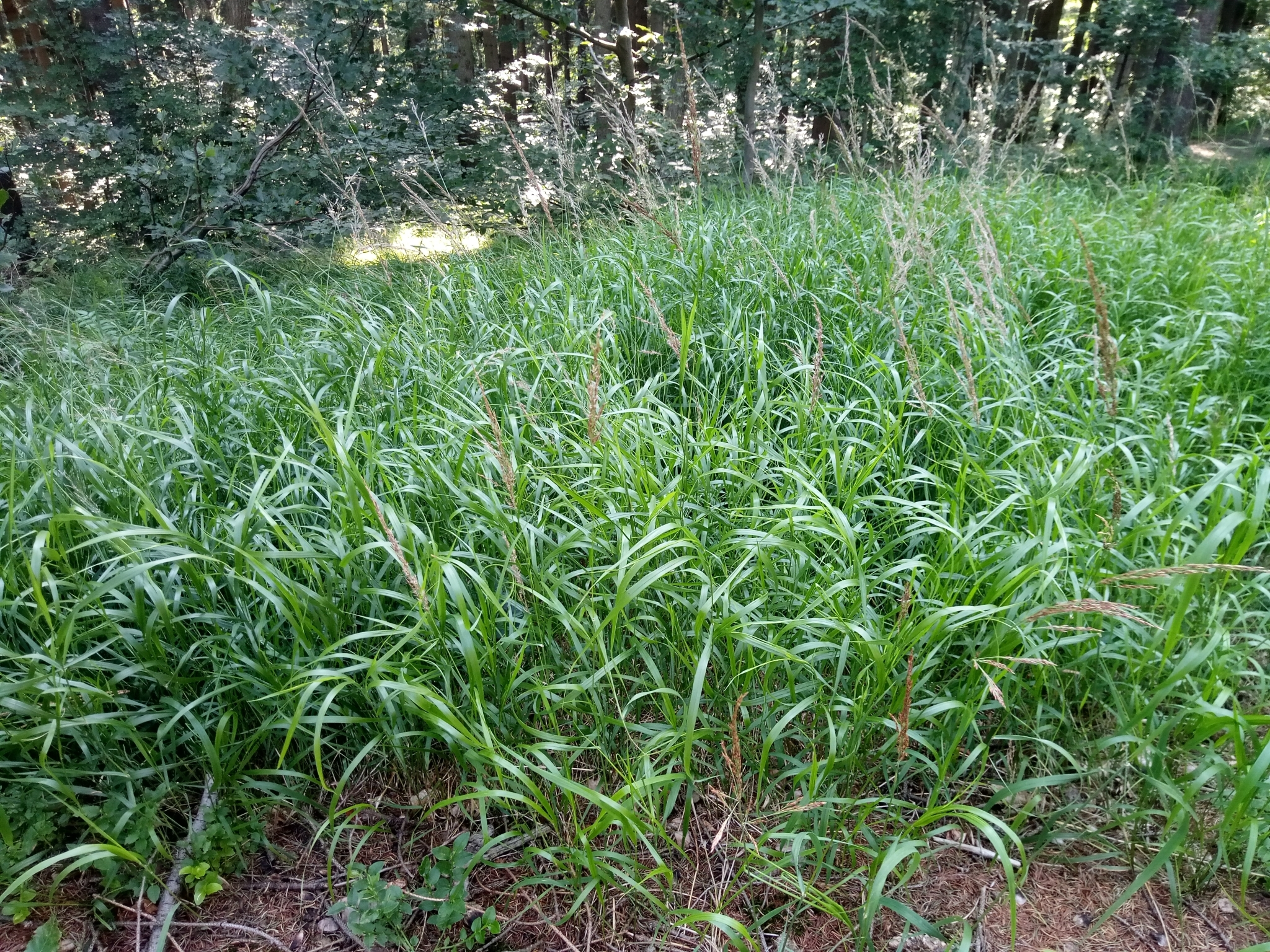
Planten
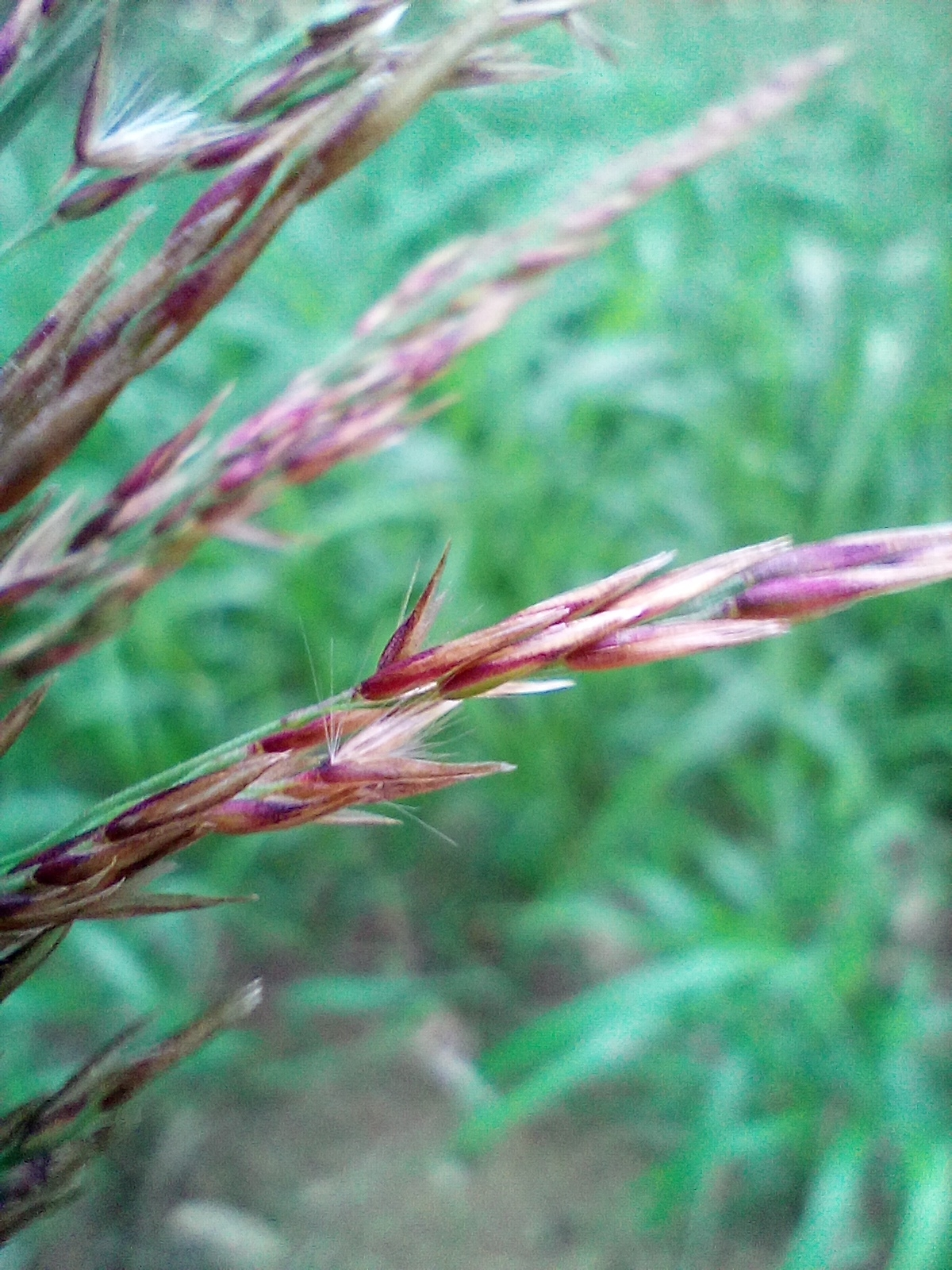
Aartje

De plant komt voor op kalkarme, vochtige of natte plaatsen, zoals in laagveengebieden, elzenbroekbossen en op natte plaatsen in de bergen.